# Villa Skuggan

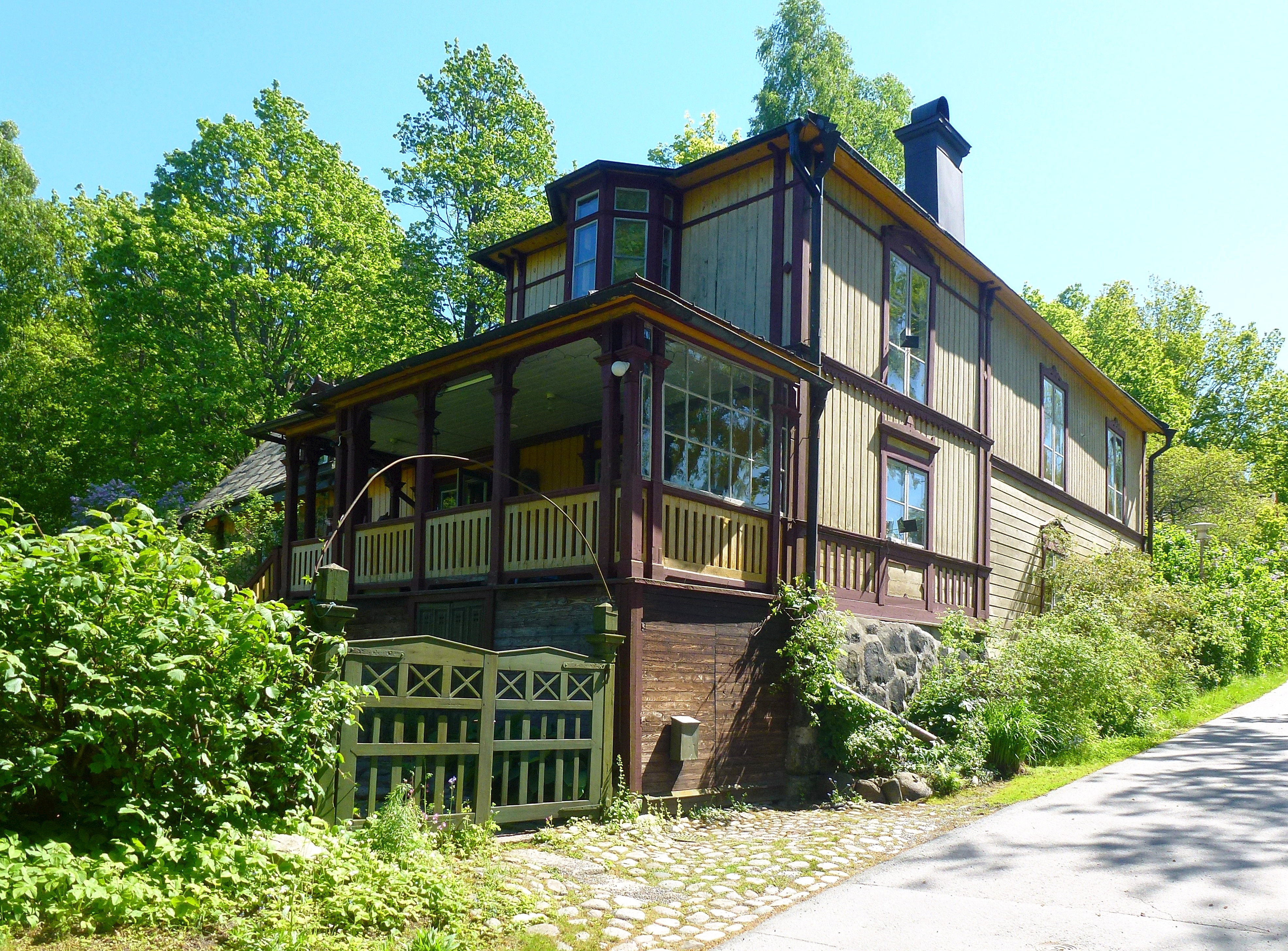
Villa Skuggan, juni 2015.

Villa Skuggan är en privatvilla vid Bryggbacken på Ulriksdals slotts område i Solna kommun. Skuggan ligger på slottsfastigheten Ulriksdal 2:3 som är ett statligt byggnadsminne sedan år 1935.

## Bakgrund

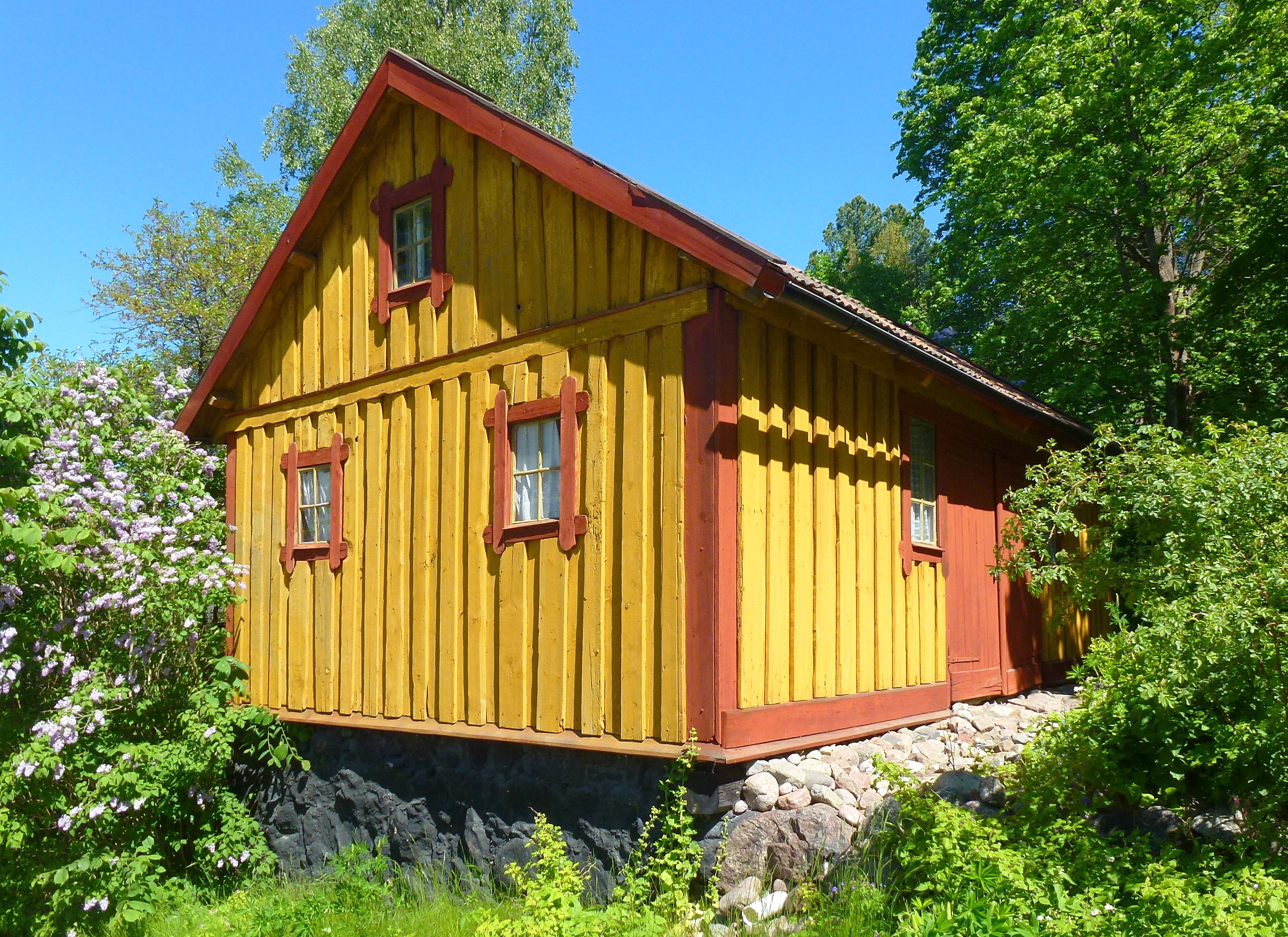
Skuggans förrådsbyggnad.

Skuggan är en av ett 20-tal kulturhistorisk intressanta villor som ligger i en klunga söder om slottet mellan Slottsallén och Edsviken. Dessa hus beboddes ursprungligen av slottets betjäning och är fortfarande huvudsakligen hyresbostäder för kungliga hovets personal. Många av de till husen hörande stall och ekonomibyggnader byggdes under 1900-talet om till bostäder. Några villor friköptes även och blev privatägda, ibland i kombination med någon mindre verksamhet. 

## Byggnadsbeskrivning
Skuggans huvudbyggnad består flera timrade stugor som byggts ihop till dagens vinkelhus. Den östra flygeln härrör möjligtvis från 1770-talet och var ett fiskareboställe och senare gårdsdrängboställe. Under 1800-talets första hälft började stället utarrenderas som sommarnöje. Dagens byggnad fick sitt nuvarande utseende efter 1800-talets mitt genom flera om- och tillbyggnader. 
Husets huvuddel har två våningar, fasaderna är panelade och indelade med lister. Flygeln har en våning. Färgsättningen är idag gulbeige med rödbruna detaljer. Taket är ett sadeltak, valmat mot norr. Med utsikt över Edsviken tillkom omkring 1870 en delvis inglasad veranda. Då bodde pianohandlaren E. Josefsson i huset. Vid samma tid tillkom även dekorativa fönsteromfattningar. På tomten står också en mindre förrådsbyggnad från 1869. Den kan tidigare ha legat norr om Villa Snörin.